# 張需訥
張需訥（？—？），山东省宁海州 （今乳山市）人，清朝政治人物。同进士出身。
康熙四十八年（1709年）己丑科進士。康熙六十一年（1722年），擔任清朝南充縣知縣。